# Andy Wildi
Andy Wildi (* 19. Oktober 1949 in Baden AG; † 17. Februar 2025 in Lugano) war ein Schweizer Maler und Zeichner.

## Leben und Werk
Wildi besuchte die Kunstgewerbeschule F+F (Zürich) und die Kunstgewerbeschule Basel. Er arbeitete dann als freier Künstler in Baden AG und in der Ateliergemeinschaft Spinnerei in Wettingen und hielt sich für Studien in England auf. Er stellte in Kunstmuseen aus und schuf mehrere Auftragsarbeiten im Kunst im öffentlichen Raum. 1973, 1975 und 1978 wurde er mit dem Eidgenössischen Kunststipendium ausgezeichnet. Ab 1984 lebte und arbeitete er im (Tessin), zuerst in Novaggio, ab 2021 in Caslano.
Wildi schuf Wandmalereien und ist bekannt als Gestalter witziger paradoxer Bildsituationen. Neben der Malerei und der Zeichnung umfasst seine künstlerische Bandbreite Aktionskunst, Fotografie, Bühnenbild, Filmdekor, Objektkunst und Happening.
Er starb am 17. Februar 2025 im Alter von 75 Jahren.

## Ausstellungen
| Titel                                                                                        | Ort             | Museum, Galerie                            | Typ        | Datum                 | Literatur |
| -------------------------------------------------------------------------------------------- | --------------- | ------------------------------------------ | ---------- | --------------------- | --- |
| Napoli. Wie beschreibt man eine Stadt?                                                       | Elsau           | IMTENN                                     | 5 Künstler | 27.11.2021-2.1.2023   | |
| Andy Wildi. Was ist Schein, was ist Sein?                                                    | Elsau           | IMTENN                                     | Einzel     | 26.5.2018-7.7.2018    | |
| „Still Alive“ di Andy Wildi                                                                  | Giubiasco       | Galleria Job                               | Einzel     | 20.5.2017-1.7.2017    | |
| Andy Wildi. Stille Tage                                                                      | Zürich          | art station                                | Einzel     | 24.10.2015–28.11.2015 | |
| Andy Wildi. Neue Bilder                                                                      | Winterthur      | Atelier Alexander                          | Einzel     | 23.8.2014–20.9.2014   | |
| L’albero. Weihnachtsausstellung (mostra di fine anno) di Visarte Ticino                      | Ascona          | Casa Serodine                              | Gruppe     | 15.12.2013–12.1.2014  | |
| Andy Wildi. Im Auge des Malers                                                               | Baden           | Galerie Anixis                             | Einzel     | 9.11.2013–21.12.2013  | |
| Andy Wildi. Il silenzio delle cose                                                           | Agno            | Museo Plebano                              | Einzel     | 13.9.2013–27.10.2013  | |
| Weihnachtsausstellung (mostra di fine anno) di Visarte Ticino                                | Ascona          | Casa Serodine                              | Gruppe     | 15.12.2012–13.1.2013  | |
| Meersicht. Andy Wildi                                                                        | Zürich          | art station                                | Einzel     | 27.10.2012-1.12.2012  | |
| ArteperArteSwissPop. GiovaneSwissPop. ScenografiaSwissPop. ArteperArteFlash 12               | Giubiasco       | Mercato Coperto                            | Gruppe     | 14.9.2012–30.9.2012   | ArteperArteSwissPop. GiovaneSwissPop. ScenografiaSwissPop. ArteperArteFlash 12. Giubiasco: Mercato Coperto, 2012. OCLC 840604857 |
| Andy Wildi                                                                                   | Bern            | Galerie Martin Krebs                       | Einzel     | 23.5.2012–11.7.2012   | |
| Andy Wildi                                                                                   | Lugano          | Spazio78                                   | Einzel     | 17.4.2012-1.5.2012    | |
| Andy Wildi. Befragte Wirklichkeit                                                            | Wettingen       | Galerie im Gluri-Suter-Huus                | Gruppe     | 21.8.2011–25.9.2011   | |
| Andy Wildi. Neue Bilder                                                                      | Winterthur      | Galerie Atelier Alexander                  | Einzel     | 15.1.2011–12.2.2011   | |
| Andy Wildi. Nur der Schein trügt nicht.                                                      | Oberrieden      | Galerie zur Zinne                          | Einzel     | 28.8.2010–24.12.2010  | |
| Andy Wildi. «Der Schein trügt nicht»                                                         | Zürich          | Galerie Hufschmid Staffelbach              | Einzel     | 10.10.2009–14.11.2009 | |
| Beiz / Bistro                                                                                | Olten           | Kunstmuseum Olten                          | Gruppe     | 9.11.2008–18.1.2009   | |
| Andy Wildi. Weite und Nähe                                                                   | Lengnau         | Art Room                                   | Einzel     | 25.10.2008–23.11.2008 | |
| La Pittura e l'Oltre                                                                         | Locarno         | Pinacoteca comunale Casa Rusca             | Gruppe     | 12.10.2008–16.11.2008 | La Pittura e l’Oltre. Locarno: Pinacoteca comunale Casa Rusca, 2008. Pregassona: Visarte, 2008.                                  |
| Sept-ember. Sieben Künstler                                                                  | Biel            | Galerie Silvia Steiner                     | Gruppe     | 6.9.2008-4.10.2008    | |
| Glücksmomente                                                                                | Winterthur      | Galerie Kunsttreppe                        | Gruppe     | 5.4.2008-5.6.2008     | |
| Andy Wildi. Neue Bilder                                                                      | Winterthur      | Galerie Atelier Alexander                  | Einzel     | 1.3.2008–29.3.2008    | |
| Andy Wildi                                                                                   | Zug             | Galerie Carla Renggli                      | Einzel     | 30.6.2007–21.7.2007   | |
| Andy Wildi                                                                                   | Biel            | Galerie Silvia Steiner                     | Einzel     | 17.2.2007–17.3.2007   | |
| Andy Wildi                                                                                   | Lengnau         | Art Room                                   | Einzel     | 22.10.2005–20.11.2005 | |
| Bruno Sutter, Skulpturen und Andy Wildi, Bilder                                              | Bern            | Kunstreich AG                              | Gruppe     | 9.6.2005-2.7.2005     | |
| Andy Wildi. Malerei 1983–2005                                                                | Pfäffikon (SZ)  | Seedamm-Kulturzentrum                      | Einzel     | 31.3.2005–10.9.2005   | |
| Andy Wildi. „Neue Bilder“                                                                    | Winterthur      | Galerie Atelier Alexander                  | Einzel     | 25.9.2004–30.10.2004  | |
| Andy Wildi. Bilder                                                                           | Wohlen (AG)     |                                            | Einzel     | 11.6.2004-4.7.2004    | |
| Andy Wildi. Bilder und Objekte                                                               | Baden           | Städtische Galerie im Amtshimmel           | Einzel     | 14.10.2003–23.11.2003 | Sabine Altorfer: «Amtsschimmel, Eselsleitern und die Sicht zum Malerhimmel». In: Aargauer Zeitung, 21. Oktober 2003, S. 22.      |
| Andy Wildi. Projektionen                                                                     | Biel            | Galerie Silvia Steiner                     | Einzel     | 30.8.2003–27.9.2003   | |
| Andy Wildi. Nah und fern                                                                     | Lengnau         | Art Room                                   | Einzel     | 2.11.2002-8.12.2002   | |
| Andy Wildi „Hors saison“                                                                     | Eglisau         | Galerie am Platz                           | Einzel     | 5.5.2002–30.6.2002    | |
| Andy Wildi                                                                                   | Locarno         | Galleria Visarte                           | Einzel     | 23.3.2002–20.4.2002   | |
| Accrochage                                                                                   | Zug             | Galerie Carla Renggli                      | Gruppe     | 8.12.2000-6.1.2001    | |
| Andy Wildi. Neue Werke                                                                       | Lengnau         | Art Room                                   | Einzel     | 28.10.2000–26.11.2000 | |
| Andy Wildi. Bilderbilder                                                                     | Winterthur      | Galerie Atelier Alexander                  | Einzel     | 19.8.2000–16.9.2000   | |
| Zeitgenössische Kunst im Kleinformat                                                         | Eglisau         | Galerie am Platz                           | Gruppe     | 21.11.1999–31.1.2000  | |
| Andy Wildi. Neue Werke                                                                       | Baden           | Galerie im Amtshimmel                      | Einzel     | 14.10.1999–14.11.1999 | |
| Andy Wildi, Novaggio. Bilder und Objekte                                                     | Unterseen       | Galerie im Stadthaus Unterseen             | Einzel     | 6.6.1999–27.6.1999    | |
| Andy Wildi. Opere recenti                                                                    | Magliaso        | L’officina die Flavia Zanetti              | Einzel     | 27.3.1999–25.4.1999   | |
| Andy Wildi                                                                                   | Eglisau         | Galerie am Platz                           | Einzel     | 9.7.1998–16.8.1998    | |
| Natasha Krenbol & Andy Wildi                                                                 | Bern            | Altstadt Galerie                           | Gruppe     | 8.5.1998–30.5.1998    | |
| Hans Jörg Leu. Andy Wildi                                                                    | Wettingen       | Galerie im Gluri-Suter-Huus                | Gruppe     | 25.10.1997–16.11.1997 | |
| Andy Wildi. Bilder und Objekte                                                               | Zug             | Galerie Carla Renggli                      | Einzel     | 21.6.1997–26.7.1997   | |
| Zeitgenössische Kunst im Kleinformat. Gast: Galerie A6, Olten                                | Eglisau         | Galerie am Platz                           | Gruppe     | 15.6.1997–24.8.1997   | |
| Die Durchtunnelung der Normalität. Der Sammler, Künstler und Autor Silvio R. Baviera, Zürich | Berlin          | Haus am Waldsee                            | Gruppe     | 4.4.1997–18.5.1997    | |
| Andy Wildi. Neue Arbeiten                                                                    | Winterthur      | Galerie Atelier Alexander                  | Einzel     | 15.2.1997–15.3.1997   | |
| Eins und zwei. Maria Fossati. Hans Jörg Leu. Andy Wildi                                      | Ponte Tresa     | Sala Multiuso del Municipio di Ponte Tresa | Gruppe     | 17.8.1996-8.9.1996    | |
| Andy Wildi                                                                                   | Locarno-Muralto | Galleria Palm’arte                         | Einzel     | 30.9.1995–28.10.1995  | |
| Aargauer Künstler 1980                                                                       | Aarau           | Aargauer Kunsthaus                         | Gruppe     | 13.12.1980–11.1.1981  | Aargauer Künstler 1980. Aarau: Aargauer Kunsthaus, 1980–81. Text: Heiny Widmer, Aarau, 1980. OCLC 729317100                      |
| Weihnachtsausstellung 1978. Lob der Vielfalt. Aargauer Künstler                              | Aarau           | Aargauer Kunsthaus                         | Gruppe     | 15.12.1978–14.1.1979  | |